# Дорошевский, Антон Григорьевич
Анто́н Григо́рьевич (Анто́ний Грациа́нович) Дороше́вский (14 (26) августа 1868 — 27 сентября 1917) — русский физикохимик, приват-доцент Московского университета.

## Биография
Родился 14 (26) августа 1868 года в селе Орловец Киевской губернии в семье поляка римско-католического вероисповедания Гжегожа Грациана Дорошевского.
В 1888 году, после окончания Елисаветградской гимназии поступил на естественное отделение физико-математического факультета Новороссийского университета в Одессе, где занимался под руководством Н. Д. Зелинского. После окончания учёбы вместе со своим учителем переехал в Москву, где до 1903 года был сначала ассистентом, а затем приват-доцентом Московского университета.
В 1903 году стал заведующим Московской центральной химической лабораторией Министерства финансов. Здесь Дорошевский занимался как техническими, так и чисто научными исследованиями в области физической химии до самой смерти. В годы войны Дорошевский много времени уделял работе по военным заказам, а революционные события 1917 года окончательно подорвали его здоровье и он скончался 27 сентября (10 октября) 1917 года.

## Научные достижения
Исследования Дорошевского можно разделить на две большие группы.
К первой относятся многочисленные измерения физико-химических свойств (плотности, показателя преломления, теплоёмкости, электропроводности) водноспиртовых растворов. Несмотря на то, что подобные измерения проводилось многими учёными и до него, главной заслугой Дорошевского стало приведение с опорой на свои эксперименты всего накопленного по этой теме материала в порядок. Результаты этой работы были собраны им в двух книгах: «Исследование в области водноспиртовых растворов» и «Физико-химические свойства водноспиртовых растворов».
Ко второй группе относятся незаконченные исследования по вопросу о распределении растворителя между растворёнными веществами. Дорошевскому удалось показать, что растворитель распределяется между растворёнными веществами пропорционально их количествам, что позволяло вычислять свойства растворов двух веществ, зная свойства из растворов по отдельности. Эти результаты были опубликованы при жизни Дорошевского лишь частично.
Наряду с чисто научными задачами Дорошевскому по долгу службы приходилось много времени уделять решению технических задач. Так, под его руководством и при непосредственном участии разрабатывались вопросы химической очистки воды. В частности, в этой области им была опубликована работа, посвящённая техническому применению спирта.
Особенно много Дорошевский занимался задачами, возникшими во время Первой мировой и связанными с военно-санитарным делом. Его лаборатория взяла на себя разработку и воплощение в жизнь целого ряда химических производств. Уже в 1916 году начали работу два больших завода: уротропиновый и формалино-лепёшечный. Ежедневная выработка на этих заводах измерялась десятками килограмм, а годичный оборот превышал миллион рублей.
Часть других разработанных в лаборатории производств не были воплощены в жизнь из-за революции 1917 года. 

## Семья
Был женат на Марии Тыновской, сын — Витольд Ян Дорошевский, польский лингвист, профессор Варшавского университета. Антон Григорьевич не дождался возможности вернуться в Польшу, поскольку скончался в 1917 году, его семья уехала в 1918 в Варшаву. Внуки — Ян Дорошевский, профессор медицины и Марек Дорошевский, профессор протозоологии.